# Katastrofa tlenowa

Ciśnienie parcjalne tlenu w atmosferze Ziemi. Linie przedstawiają zakres szacunków. Czas w miliardach lat temu (Gya). Zielona kreska, czas katastrofy tlenowej.

Katastrofa tlenowa – wielkie przemiany środowiska Ziemi w okresie paleoproterozoiku 2,4–2,0 miliarda lat temu.
Gdy około 2,7 mld lat temu pojawiły się pierwsze formy posiadające zdolność fotosyntezy tlenowej, zaczęły one wytwarzać znaczne ilości tlenu, jednak wzrost jego ilości w atmosferze wystąpił ponad 300 mln lat później. Tłumaczy się to tym, że pierwsze cząsteczki tlenu wydzielane były do wody, tlen ten reagował z żelazem i z węglem.
W owym czasie organizmy fotosyntezujące produkowały także metan. Przy silnym promieniowaniu UV tlen reagował z metanem już przy stężeniu 0,0002% w atmosferze. Spadek zawartości metanu spowodował wystąpienie serii rozległych zlodowaceń. Dopiero uwięzienie większych ilości węgla w organizmach żywych i ich szczątkach spowodowało znaczący wzrost ilości tlenu w atmosferze, co wywołało powstanie warstwy ozonowej ograniczającej proces reakcji tlenu z metanem umożliwiając osiągnięcie stabilnego stanu o zawartości większej niż 0,2% tlenu w atmosferze.
Większa ilość tlenu spowodowała wielki kryzys ekologiczny. Dla większości bakterii beztlenowych (wówczas jedynych organizmów) tlen był trucizną i spowodował ich wielkie obumieranie, prawdopodobnie było to jedno z pierwszych masowych wymierań. Jednakże zarazem pojawiły się wtedy możliwości dla zupełnie nowego rodzaju organizmów żywych korzystających z możliwości energetycznych zawartych coraz powszechniej w materii organicznej, tj. wykorzystujących oddychanie tlenowe.

## Znaczenie dla różnicowania minerałów
Katastrofa tlenowa jest zbieżna w czasie z gwałtownym wzrostem różnorodności minerałów na Ziemi. Szacuje się, że zdarzenie to spowodowało powstanie ponad 2,5 tysiąca nowych minerałów spośród około 4,5 tysiąca minerałów stwierdzonych na Ziemi. Większość z tych nowych minerałów powstała w procesach hydratacji i redoks minerałów tworzonych w wyniku dynamiki płaszcza i skorupy ziemskiej.